# Madascincus macrolepis
Madascincus macrolepis — вид сцинкоподібних ящірок родини сцинкових (Scincidae). Ендемік Мадагаскару.

## Поширення і екологія
Madascincus macrolepis відомі з двох місцевостей, розташованих на сході Центрального нагір'я. Вони живуть у вологих гірських тропічних лісах, серед опалого листя. Зустрічаються на висоті від 1400 до 1600 м над рівнем моря.

## Збереження
МСОП класифікує цей вид як такий, що перебуває під загрозою зникнення. Madascincus macrolepis загрожує знищення природного середовища.